# Charly (singel)
Charly – drugi singel brytyjskiej formacji The Prodigy. Singel został wydany 12 sierpnia 1991 r. i okazał się pierwszym wielkim sukcesem dla zespołu – dotarł do 3. pozycji na liście najlepiej sprzedających się singli w Wielkiej Brytanii. Do utworu powstał też teledysk w reżyserii Russella Curtisa.

## Lista utworów

### 7" vinyl (XLS 21)
"Charly" (Alley Cat Mix 7" Edit) (3:38)
"Charly" (Original Mix) (3:56)

### 12" vinyl (XLT 21)
"Charly" (Alley Cat Mix) (5:27)
"Pandemonium" (4:25)
"Your Love" (6:00)
"Charly" (Original Mix) (3:56)

### CD singel (XLS 21 CD)
"Charly" (Original mix) (3:56)
"Pandemonium" (4:25)
"Your Love" (6:00)
"Charly" (Alley Cat mix) (5:27)

### Elektra

#### 12" vinyl
A1. "Charly" (Beltram says mix) (5:27) (remixed by Joey Beltram)
A2. "Charly" (Alley Cat mix) (5:27)
AA1. "Everybody in the Place" (Dance Hall version) (5:33) (remixed by Moby)
AA2. "Everybody in the Place" (Fairground mix) (5:08)

#### CD singel (XLS 21 CD)
1. "Charly" (Beltram says mix) (5:27) (remixed by Joey Beltram)
2. "Charly" (Alley Cat mix) (5:27)
3. "Everybody in the Place" (Dance Hall version) (5:33) (remixed by Moby)
4. "Everybody in the Place" (Fairground mix) (5:08)
5. "Your Love" (The Original Excursion) (6:00)
6. "G-Force" (Part 1) (5:18)

### Inne źródła/wersje
- "Charly" (Trip into Drum and Bass Version) (5:12) – na albumie Experience